# Le Mesnil-Aubert
Le Mesnil-Aubert é uma comuna francesa na região administrativa da Normandia, no departamento Mancha. Estende-se por uma área de 5,85 km². Em 2010 a comuna tinha 199 habitantes (densidade: 34 hab./km²).